# Рокоссовский, Анджей
Анджей Рокоссовский (? — 1502) — сын Томислава Рокоссовского, дедичь в Рокосове, Карщце, Славиковицах и Белчилесе. В Чешском походе 1471 года  был товарищем у Лукаша Рокоссовского и руководил отрядом из 58 конников. В 1483 году вместе с братом Вавжинцем Рокоссовским был колятором алтарии в парафиальном костеле в Щреме. Умер, не оставив потомства.